# نخاع (شعر)

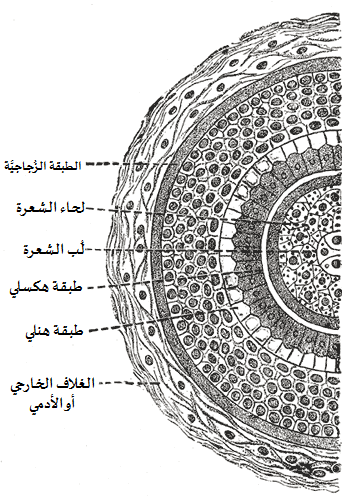
تشريح الشعر

النخاع هو الطبقة الأعمق من جذع الشعرة. هذه الطبقة غير المرئية تقريبًا هي الأكثر نعومة وهشاشة، وتعمل بمثابة لب أو نخاع الشعر. لا يزال العلماء غير متأكدين من الدور الدقيق للنخاع، لكنهم يتوقعون أنه في الأساس امتداد أكثر بروزًا في الشعر غير الصبغي (الرمادي أو الأبيض).